# Passage des Jacobins
Le passage des Jacobins est une voie du 1er arrondissement de Paris, en France.

## Situation et accès
Le passage des Jacobins est situé dans le 1er arrondissement de Paris. Il traverse l'actuel bâtiment du marché Saint-Honoré ; il débute ainsi au 51, place du Marché-Saint-Honoré et se termine au 37, place du Marché-Saint-Honoré.
|                                                                                               |  |  |
| Vues de la galerie couverte respectivement vers le nord (à gauche) et vers le sud (à droite). |  |  |

## Origine du nom
Il tire son nom en référence de l'ancienne existence sur le site du couvent des Jacobins.

## Historique
Cette voie initialement dénommée « voie AE/1 » est ouverte en 2002 à l'emplacement d'un immense garage délabré des années 1960. Elle prend sa dénomination actuelle le 6 septembre 2002.
Un projet de réhabilitation est présenté en mars 2023 pour une ouverture à l'été 2025.

## Pour approfondir